# Amor Estranho Amor
Amor Estranho Amor (englischer Titel Love Strange Love) ist ein brasilianischer Spielfilm von Walter Hugo Khouri. Das erotische Coming-of-Age-Drama erschien im Jahr 1982.

## Handlung
São Paulo, ca. 1980: Der Mittfünfziger Hugo, mit „Exzellenz“ angeredet und somit offenbar eine politische Autorität, besichtigt die prachtvolle Villa, die er geerbt hat und einer kulturellen Organisation überschreiben will. Mit dem Gebäude verbinden ihn unvergessliche Jugenderinnerungen, die als Rückblende an ihm vorüberziehen. – In den 1930er-Jahren ist Hugos Mutter Anna die Geliebte des Politikers Dr. Osmar, dem die Villa gehört. Das Haus beherbergt ein nobles Bordell, in dem die einflussreichsten Männer des Landes verkehren. Anna kümmert sich als rechte Hand der resoluten Bordellchefin Laura um organisatorische Dinge. Kurz vor den politischen Veränderungen in Brasilien im Jahr 1937 wird der zwölfjährige Hugo von seiner Großmutter, bei der er lebt, zu seiner Mutter, die er kaum kennt, geschickt. Heimlich beobachtet er das laszive Treiben im Gesellschaftsraum und auch die sexuellen Akte in den Zimmern, wobei er seinen eigenen erwachenden Geschlechtstrieb entdeckt. Hugo belauscht ein Gespräch zwischen seiner Mutter und Dr. Osmar und erfährt dabei, dass dieser sein Vater ist. Für die Frauen des Etablissements ist der Junge ein willkommenes Flirtobjekt, was von Anna argwöhnisch beäugt wird. Die Prostituierte Olga entkleidet sich vor Hugo und versucht, ihn zu verführen, wird aber gestört und kann sich unentdeckt verstecken. In der Nacht träumt Hugo von Gruppensex mit allen Prostituierten des Hauses und befriedigt sich selbst. Vor allem die hübsche und blutjunge Tamara, die Dr. Osmar dem Politiker Dr. Benicio zum „Geschenk“ macht, erweckt Hugos Interesse. Als Anna schließlich Hugo mit Tamara nackt im Bett erwischt, wo sie offenbar kurz vor dem Geschlechtsverkehr standen, kommt es zum Eklat. Anna geht aggressiv auf Tamara los und schickt Hugo zur Großmutter zurück. Weinend bittet er seine Mutter, bei ihr bleiben zu dürfen. Die zunächst tröstende Umarmung geht in eine inzestuöse sexuelle Begegnung zwischen Mutter und Sohn über. Unterdessen ist die Nachricht vom Staatsstreich des Präsidenten Getúlio Vargas eingetroffen, Osmar flieht ins freiwillige Exil. Die neuen Machthaber tasten das Eigentumsrecht von Dr. Osmar am Haus nicht an und garantieren den Fortbestand des Bordells als diskreten Vergnügungsort für wichtige Gäste der Regierung, Hugo muss allerdings zu seiner Großmutter zurück. – Überblende in die Gegenwart: Durch die Ankunft einer Abordnung der künftigen Eigentümer findet Hugo von seinen Erinnerungen in die Gegenwart zurück. Er sagt den Männern der Organisation, er selbst habe nur wenige Tage seines Lebens in der Villa verbracht, während seine Mutter hier gelebt habe.

## Hintergrund
1979 stellte Walter Hugo Khouri das geplante Filmprojekt der Verleihfirma Embrafilme vor. Die Dreharbeiten waren 1982 in São Paulo, wo auch im November 1982 die Premiere stattfand. Der Film erhielt in Brasilien eine Altersfreigabe ab 18 Jahren. Khouri besetzte die meisten der wesentlichen Rollen mit bekannten brasilianischen Schauspielern. Die damals als Fotomodell bekannte Xuxa Meneghel hatte in Amor Estranho Amor ihren ersten bedeutenden Filmauftritt. Für die Rolle des jungen Hugo wählte der Regisseur den zwölfjährigen Marcelo Ribeiro, der im Vorjahr bereits als Nebendarsteller in Khouris Film Eros, O Deus do Amor aufgetreten war. Amor Estranho Amor kam außer in Brasilien auch in Argentinien, den USA und Griechenland, nicht aber in den deutschsprachigen Ländern in die Kinos.

## Rezeption und Nachwirkung
Vera Fischer erhielt für ihre Rolle der „Anna“ den Filmpreis der Air France und den Preis des Festival de Brasília do Cinema Brasileiro als beste Darstellerin eines im Jahr 1982 veröffentlichten Films. 1985 sah ein Rezensent der Los Angeles Times in Amor Estranho Amor Parallelen zu zwei Filmen von Louis Malle, nämlich Herzflimmern (wegen des Mutter-Sohn-Inzests) und Pretty Baby (wegen des Plots eines Kindes im Bordell), erkannte Walter Hugo Khouri im Vergleich zu Malle allerdings weniger Umsicht und Feingefühl bei der Behandlung potentiell brisanter Themen zu. Ebenfalls 1985 brachte ein US-amerikanisches Label ein VHS-Video in englischer Synchronisation heraus.
Nachdem Xuxa Meneghel 1986 Moderatorin einer erfolgreichen Kindersendung im brasilianischen Fernsehen geworden war, erwarb sie die Aufführungs- und Veröffentlichungsrechte des Films für Lateinamerika. Dadurch wollte sie eine weitere Verbreitung der Softsex-Szenen verhindern, in denen sie als 19-Jährige mit einem zwölfjährigen Jungen zu sehen ist. Laut einem Interview mit dem Hugo-Darsteller Marcelo Ribeiro in der Folha de S. Paulo von 2007 wurde der Film im ersten Jahr nach seiner Veröffentlichung noch nicht wegen der freizügigen erotischen Darstellungen mit einem Minderjährigen angeprangert; diesbezügliche moralische Kritik sei erst 1983 nach seinem Auftritt im Programm mit der Fernsehmoderatorin Hebe Camargo laut geworden. Zwanzig Jahre lang gab es keine Neuveröffentlichung des Films, bis 2005 in den USA eine DVD erschien, die eine gegenüber dem Video von 1985 um 23 Minuten längere Version (120 Minuten) enthielt. Laut der Cinemateca Brasileira hat die Originalschnittfassung 124 Minuten. 2011 erklärte der Produzent Anibal Massaini Neto in der brasilianischen Presse, dass Xuxa Meneghel ihre Lizenzzahlungen – die Rede war von 100.000 Reais pro Jahr – eingestellt habe, sodass die Produktionsfirma den Vertrag bezüglich des Veröffentlichungsverbots in Brasilien für beendet halte.
Für den jungen Schauspieler Marcelo Ribeiro bedeutete diese Rolle in einem Kinofilm das schauspielerische Aus: Zusagen für Verfilmungen wie Perfume de Gardênia [1992] und Künstlerhaus (Casa dos Artistas) des renommierten brasilianischen Senders SBT wurden wieder zurückgezogen.

„In diesem für mich ersten Film wusste ich nicht, wie ich mich verhalten sollte. Sie klebten "da" Klebestreifen hin, weil ich mich nicht kontrollieren konnte. [...] Nachdem Xuxa die weitere Verbreitung des Filmes unterbunden hatte, wurde es eng für mich, da die Leute meinten, Filme mit mir könnten negative Auswirkungen haben.“

## Bildträger
- Love Strange Love. Vestron Video, Stamford CT 1985 (VHS-Kassette, 97 Minuten)
- Love Strange Love. JEF Films International, Osterville MA 2005 (DVD, 120 Minuten)